# Leptochoriolaus opacus
Leptochoriolaus opacus là một loài bọ cánh cứng trong họ Cerambycidae.